# Епархия Абилы Палестинской
Епархия Абилы Палестинской (лат. Dioecesis Abilena in Palaestina) — упразднённая епархия Иерусалимского патриархата, в настоящее время титулярная епархия Римско-Католической церкви.

## История
Античный город Абила, идентифицируемый сегодня с археологическими раскопками "Quwaylibah", находящимися в Иордании, находился в провинции Палестина Секонда Восточного диоцеза Византийской империи и до VI  века был центром одноимённой епархии Иерусалимского патриархата. Епархия Абилы входила митрополию Скитополя.  В VI веке епархия Абилы прекратила своё существование.
C 1766 года епархия Абилы является титулярной епархией Римско-Католической церкви.

## Греческие епископы
- епископ Соломон (упоминается в 518 году);
- епископ Никострат (упоминается в 536 году);
- епископ Александр (упоминается в 553 году).

## Титулярные епископы
Исторические свидетельства и документы часто путают титулярных епископов Абилы Палестинской с титулярными епископами епархии Абилы Лисанийской.
- епископ Adam Ernst Bernclau von Schönreith (22.12.1766 – 24.07.1779);
- епископ Joseph Ferdinand Guidobald von Spaur und Valör (20.03.1780 – 26.03.1793);
- епископ Alberto Uribe Urdaneta (19.12.1953 – 18.03.1957) – назначен епископом Сонсона;
- епископ Herculanus Joannes Maria van der Burgt O.F.M.Cap.[1] (13.07.1957 – 3.01.1961) – назначен архиепископом Понтианака;
- епископ Caesar Gatimu (18.04.1961 – 25.11.1964) – назначен епископом Ньери;
- епископ Паулос Цадуа (1.03.1973 – 24.02.1977) – назначен архиепископом Аддис-Абебы;
- вакансия с 1977 года.

## Источник
- Annuario Pontificio, Libreria Editrice Vaticana, Città del Vaticano, 2003, стр. 748, ISBN 88-209-7422-3
- Pius Bonifacius Gams, Series episcoporum Ecclesiae Catholicae, Leipzig 1931, стр. 453  (лат.)
- Konrad Eubel, Hierarchia Catholica Medii Aevi, vol. 6, стр. 61  (лат.)
- La Gerarghia Cattolica